# Рыбное блюдо
Рыбное блюдо или рыбница — блюдо специальной формы, расписывалось в стиле и чернолаковой керамики и краснофигурной вазописи преимущественно рыбами и разнообразными морскими животными — моллюсками, креветками, раковинами. Достаточно редко в росписи использовались мифологические существа. На сегодняшний день науке известно около 1000 рыбных блюд. Рыбные блюда появились в V веке до н. э.
На блюдах изображались различные породы рыбы и морских животных: лещ, окунь, скат, тунец, летучая рыба, рыба-шар, скорпена, кальмар, каракатица, осьминог, гребешок, двустворчатый моллюск, денталий, мурекс, липарис, креветки, крабы, дельфины, гиппокампус и другие. Плоская форма блюда называлась пинака или пинакион, что означает доска. В центре блюда находится небольшое углубление для масла или соуса. Края блюда были загнуты вниз и расписаны орнаментом: спиральными волнами, меандрами или венками из лавровых листьев. Рыбное блюдо, как правило, возвышалось над столом на подставке. Блюда такой формы были известны со времён минойской культуры, но только в конце V века до н. э. они стали расписываться.
Рыбные блюда появились сначала в Афинах в конце V в. до н. э. Рыба на них изображалась всегда животом к краю. В Афинах палитра красок рыбных блюд ограничивалась цветами красной глины и чёрного лака, изредка с прорисовкой белым цветом. В Аттике на таких блюдах изображались процессии нереид верхом на различных чудищах. Позднее греки-италиоты в нижней Италии занялись массовым изготовлением полихромных рыбных блюд в Таранто, Пестуме, Капуе и Кумах. На рыбных блюдах из нижней Италии рыба всегда изображалась животом к углублению для соуса в центре блюда. В Кампании кроме рыб блюда расписывались также изображениями морских животных: спрутов, каракатиц, моллюсков — всего того, что и подавалось к столу.
Форма рыбного блюда достаточно стабильная: в V в. до н. э. рыбница имела более чёткие контуры, которые с течением времени (IV—III вв. до н. э.) стали более плавными.